# Ustrój polityczny Afganistanu
Ustrój polityczny Afganistanu

## Ustrój polityczny Islamskiego Emiratu Afganistanu (po 2021)
Po objęciu władzy przez Talibów odrzucona została konstytucja, określająca ustrój Islamskiej Republiki Afganistanu. Prawo i system sądowniczy Islamskiego Emiratu Afganistanu opiera się na talibskiej interpretacji szariatu. Rząd Talibów nie jest powszechnie uznawany na arenie międzynarodowej. Głową państwa jest zasiadający w Kandaharze emir Hibatullah Achundzada, sprawujący najwyższą władzę, pełniący funkcję zarówno przywódcy duchowego, jak i politycznego. Szefem rządu w Kabulu mułła Hasan Achund, który zarządza krajem de facto.

## Ustrój Islamskiej Republiki Afganistanu[5]
Afganistan jest scentralizowaną republiką prezydencką. Prezydent mianuje rząd, który następnie zatwierdzany jest przez niższą izbę parlamentu.
Głowa państwa wybierana jest w głosowaniu powszechnym, absolutną większością głosów na 5-letnią kadencję, którą może sprawować dwukrotnie.
Afganistan podzielony jest na 34 prowincje (walijaty). Prowincje dzielą się z kolei na ok. 390 dystryktów. Gubernatorzy prowincji są mianowani przez prezydenta, oni zaś wyznaczają gubernatorów dystryktów. Niezależność gubernatorów jest dość ograniczona – administracja prowincji złożona jest z przedstawicielstw ministerstw centralnych, odpowiedzialnych przed odpowiednimi ministrami w Kabulu.
Funkcjonują także rady prowincji oraz dystryktów, wybierane w wyborach powszechnych. Ponadto, wg konstytucji Afganistanu, merowie miast także powinni być wybierani w wyborach powszechnych (z wyjątkiem mera Kabulu, którego mianuje prezydent).

### Władza ustawodawcza
Zgromadzenie Narodowe składa się z 249-osobowej izby niższej – Wolesi Dzirga oraz 102-osobowej wyższej izby – Meszrano Dżirga. Członkowie niższej izby wybierani są w wyborach powszechnych, przy wykorzystaniu systemu tzw. pojedynczego, nie przenoszonego głosu, na 5-letnią kadencję. Wybór deputowanych do izby wyższej jest bardziej złożony. Trzydziestu czterech członków wybieranych jest przez legislatury prowincji na okres 4 lat, zaś 34 – przez ciała ustawodawcze dystryktów, na okres 3 lat. Pozostałych 34 mianowanych jest przez prezydenta na okres 5 lat. Do tej pory ukonstytuowanie wyższej izby całkowicie wg tych kryteriów nie było możliwe ze względu na brak ostatecznego wytyczenia granic wszystkich prowincji. W efekcie reprezentanci prowincji byli także wybrani przez legislatywy dystryktów.

### Władza wykonawcza
Władzę wykonawczą sprawuje prezydent.

### Sądownictwo
Konstytucja powołała system sądów z Sądem Najwyższym.